# Аетій Антіохійський
Аетій Антіохійський (грецьк.: Ἀέτιος ὁ Ἀντιοχεύς; лат. Aëtius Antiochenus) - один із аріанських лідерів, якого вороги-трінітарії прозвали «атеїстом», засновник аномеїзму, був вихідцем з Коеле-Сірії.

## Життя і твори
Аетій виріс у бідності чи рабстві. Пізніше він працював золотарем в Антіохії, щоб утримувати свою овдовілу матір, і вивчав філософію. Після смерті матері Аетій продовжив свою справу і розширив вивчення християнських писань, християнської теології та медицини.
Попрацювавши виноградарем, а потім золотарем, він став мандрівним лікарем і виявляв велику майстерність у диспутах на медичні теми; але його суперечлива влада незабаром знайшла ширше поле для свого застосування у великому богословському питанні того часу. Послідовно навчався у аріан, Афанасія, єпископа Аназарба, та пресвітера Антонія з Тарса. У 350 році Леонтій Антіохійський висвятив його в диякона, але невдовзі трінітарії змусили його покинути це місто. На першому Сірмійському синоді він здобув діалектичну перемогу над єпископами-гомоусіанами Василієм та Євстафієм, які марно намагалися розпалити проти нього ворожнечу Констанція Галла. У 356 році він відправився до Александрії разом з Євномієм, щоб пропагувати аріанство. Тут кажуть, що він так активно обговорював маніхея Афтонія Александрійського, що той помер після зустрічі. Аетій був згодом вигнаний з Александрії Констанцієм II. Юліан відкликав його з вигнання, дарував йому маєток на Лесбосі і деякий час утримував при своєму дворі в Константинополі. Висвячення на єпископа, він використав свою посаду в інтересах аріанства, створивши інших єпископів цієї партії. При вступі на престол Валента (364 р.) він відійшов у свій маєток на Лесбосі, але незабаром повернувся до Константинополя, де й помер у 367 р.

## Аномейська секта
Інколи називають аномейську секту аріан, лідером якої він був  після нього Аетіани. Його твір De Fide зберігся у зв’язку із спростуванням, написаним Епіфанієм (Haer. lxxvi. 10). Його головна думка полягає в тому, що гомоянізм, тобто вчення про те, що Син (тому, Народжений) є по суті Богом, є суперечливим собі, оскільки ідея ненародженості — це саме те, що становить природу Бога.
В одному зі своїх трактатів святий Василій Великий пише проти аномейців на чолі з Аетієм, яких він описує знаряддям в руках «ворога істини». Кажуть, Аетій був першим, хто сформулював доктрину про те, що Батько і Єдинородний Син не мають однієї божественної субстанції. 